# Брандтсег, Торгейр
Торгейр Брандтсег (норв. Torgeir Brandtzæg, род. 6 октября 1941, Огндал) — норвежский прыгун с трамплина. Двукратный бронзовый призёр Олимпийских игр, победитель Турне четырёх трамплинов.

## Карьера
В 1962 году Брандтсег в двадцатилетнем возрасте стал седьмым на Хольменколленских играх. В конце года дебютировал а Турне четырёх трамплинов, которое завершил на итоговом пятом месте и был вторым на этапе в Бишофсхофене.
На Олимпийских играх 1964 года в Инсбруке норвежец стал двукратным бронзовым призёром. На нормальном трамплине побороться за победу ему не дала неудачная первая попытка, после которой он был 21-м. В остальных попытках он отыгрался, но в итоге проиграл 7 баллов финну Вейкко Канкконену и 4 очка соотечественнику Торальфу Энгану. На большом трамплине борьба между этими прыгунами была еще более острой. Брандтсег выиграл третью попытку, но в итоге проиграл 3,5 балла Энгану и 1,7 балла Канкконену.
Вскоре после Олимпиады на Хольменколленских играх Брандтсег прыгнул на 10 метров дальше рекорда трамплина, но не смог зафиксировать приземление, упал и получил несколько травм.
Восстановившись от повреждений к новому зимнему сезону Торгейр выиграл Турне четырёх трамплинов, победив на этапах в Оберстдорфе и Инсбруке. Уже после своего триумфа норвежец выиграл национальное первенство на большом трамплине и был вторым на нормальном. Чуть позднее на соревнованиях в Финляндии Брандтсег тяжело упал, сломал в трёх местах правую ногу и не смог восстановиться в результате чего был вынужден завершить спортивную карьеру в возрасте 23 лет.
После завершения карьеры был фермером. Один из его сыновей Рой Брандтсег стал чемпионом Европы по пауэрлифтингу.